# Vesoul
Vesoul (deutsch veraltet Wesel) ist eine französische Gemeinde in der Region Bourgogne-Franche-Comté. Sie ist Hauptort (Präfektur) des Départements Haute-Saône.

## Geografie
Die Stadt mit 15.306 Einwohnern (Stand 1. Januar 2022) liegt an der alten Bahnstrecke, die von Paris über Troyes nach Mülhausen und weiter nach Basel führt. Auch die Route nationale 19 (N19) von Paris nach Basel führt über Vesoul.
Durch Vesoul fließen der Durgeon, ein Nebenfluss der Saône, und die Colombine, die bei Vesoul in den Durgeon mündet. Westlich der Stadt liegt, auf dem Gebiet der Gemeinde Vaivre-et-Montoille, der See „Lac de Vesoul-Vaivre“.

## Geschichte
Vesoul, von den Römern Castrum Vesulium genannt, behielt seinen römischen Namen in den ersten Urkunden von 899, 988 und 1005 bei. In der Nähe der Stadt, an einem Ort Offonis villa, wurde im Vertrag von Meerssen 870 die Grenze zwischen den neuen fränkischen Reichen Ludwigs des Deutschen und Karls des Kahlen gezogen. 1196 war Kaiser Heinrich VI. auf dem Weg zwischen Luxeuil und Visulium. Seit 1242 ist die heutige Lautung des Ortsnamens zu belegen.
Während der Deutschen Besetzung Frankreichs im Zweiten Weltkrieg befand sich in Vesoul von Oktober 1940 bis Dezember 1943 ein deutsches Kriegsgefangenenlager, das Frontstalag 141. Ab Dezember 1943 war dieses Frontstalag ein Zweiglager des Frontstalags 194 in Nancy.
| Jahr      | 1793   | 1800   | 1806   | 1821   | 1831   | 1836   | 1841   | 1846   | 1851   | 1856   | 1861   | 1866   |
| --------- | ------ | ------ | ------ | ------ | ------ | ------ | ------ | ------ | ------ | ------ | ------ | ------ |
| Einwohner | 5.303  | 5.417  | 5.708  | 5.391  | 5.408  | 5.887  | 6.788  | 5.941  | 6.621  | 7.281  | 7.579  | 7.614  |
|           |        |        |        |        |        |        |        |        |        |        |        |        |
| Jahr      | 1872   | 1876   | 1881   | 1886   | 1891   | 1896   | 1901   | 1906   | 1911   | 1921   | 1926   | 1931   |
| Einwohner | 7.716  | 9.206  | 9.553  | 9.733  | 9.770  | 10.083 | 9.704  | 10.163 | 10.539 | 10.471 | 10.859 | 11.562 |
|           |        |        |        |        |        |        |        |        |        |        |        |        |
| Jahr      | 1936   | 1946   | 1954   | 1962   | 1968   | 1975   | 1982   | 1990   | 1999   | 2006   | 2012   | 2017   |
| Einwohner | 11.926 | 11.825 | 12.038 | 13.678 | 16.352 | 18.173 | 18.412 | 17.614 | 17.168 | 16.370 | 15.637 | 14.937 |

## Wirtschaft
In Vesoul befindet sich eine der Fabriken der PSA-Automobilwerke, die 4500 Mitarbeiter beschäftigt und damit einen der größten Arbeitgeber im Département Haute-Saône darstellt.

## Städtepartnerschaften
- Gerlingen, (Baden-Württemberg) seit 1964
- Man, (Elfenbeinküste) seit 2010

## Persönlichkeiten
In Vesoul geboren
- Simon Renard (1513–1573), Berater des Kaisers Karl V. und Diplomat
- Jean-Baptiste Dubourg-Miroudot (1717–1798), Generalkonsul und Bischof von Babylon
- Pierre Joseph de Beauchamp (1752–1801), Diplomat und Astronom
- Alexis Thérèse Petit (1791–1820), Physiker
- Gustave Chaudey (1817–1871), Jurist und Politiker, wurde 1871 hingerichtet
- Jean-Léon Gérôme (1824–1904), Maler und Bildhauer, der viele Werke in einem historischen orientalischen Stil kreierte. Seine Werke sind im Museum Musée Georges-Garret zu sehen
- Paul-Félix Beuvain de Beauséjour (1839–1930), Bischof von Carcassonne 1902–1930
- Arthur Constantin Krebs (1850–1935), Erfinder, Konstrukteur, Luftfahrt-, Uboot- und Automobilpionier
- Édouard Belin (1876–1963), Erfinder des Bélinographen, mit dem man Fotos mittels eines Telegraphen übermitteln konnte
- Edwige Feuillère (1907–1998), Schauspielerin
- Jean Orchampt (1923–2021), römisch-katholischer Geistlicher, Bischof von Angers
- Stéphane Peterhansel (* 1965), Rallye-Raid-Fahrer
- Jean-Michel Nicollier (1966–1991), Freiwilliger im Kroatienkrieg
- Laurent Mangel (* 1981), Radrennfahrer

Weitere
- Jacques Brel (1929–1978), Chansonnier und Schauspieler, verewigte die Stadt in seinem Chanson Vesoul[6]